# 光孝皇后
光孝皇后楊氏（？—？），後梁敬祖朱茂琳妻。
楊氏事跡不詳，只知她嫁與後梁敬祖及生後梁憲祖朱信。开平元年（907年）七月，朱温稱帝，追上楊氏諡號為光孝皇后。